# Tianzhou 4
Tianzhou 4 foi uma missão da nave cargueira Tianzhou, com lançamento ocorrido no dia 9 de maio de 2022. Igual as naves anteriores, esta foi lançada do Centro de Lançamento Espacial de Wenchang.

## História
No dia 7 de maio de 2022 a Tianzhou 4 e o Longa Marcha 7 Yao-5 foram transferidos para a base de lançamento.
As 17:56 UTC do dia 9 de maio de 2022 o foguete foi lançado de forma bem sucedida. As 18:06 UTC o foguete e a nave se separaram de forma bem sucedida e as 18:23 os paineis solares começaram a funcionar.
As 00:54 UTC do dia 10 de maio a Tianhzou 4 acoplou com o módulo Tianhe de forma em sucedida. A nave desacoplou no dia 9 de novembro de 2022.